# Isometra
Sous-famille
Genre
Isometra est un genre de comatules de la famille des Antedonidae.

## Liste d'espèces
Selon World Register of Marine Species (1 avril 2015) :
- Isometra angustipinna (Carpenter, 1888) -- large de l'Uruguay (abysses)
- Isometra challengeri (AH Clark, 1907) -- large de l'Uruguay (abysses)
- Isometra flavescens John, 1938 -- Antarctique
- Isometra graminea John, 1938 -- Antarctique
- Isometra hordea John, 1938 -- Antarctique
- Isometra johanni AM Clark (in Clark AH & Clark AM), 1967 -- Antarctique
- Isometra vivipara Mortensen, 1917 -- Antarctique

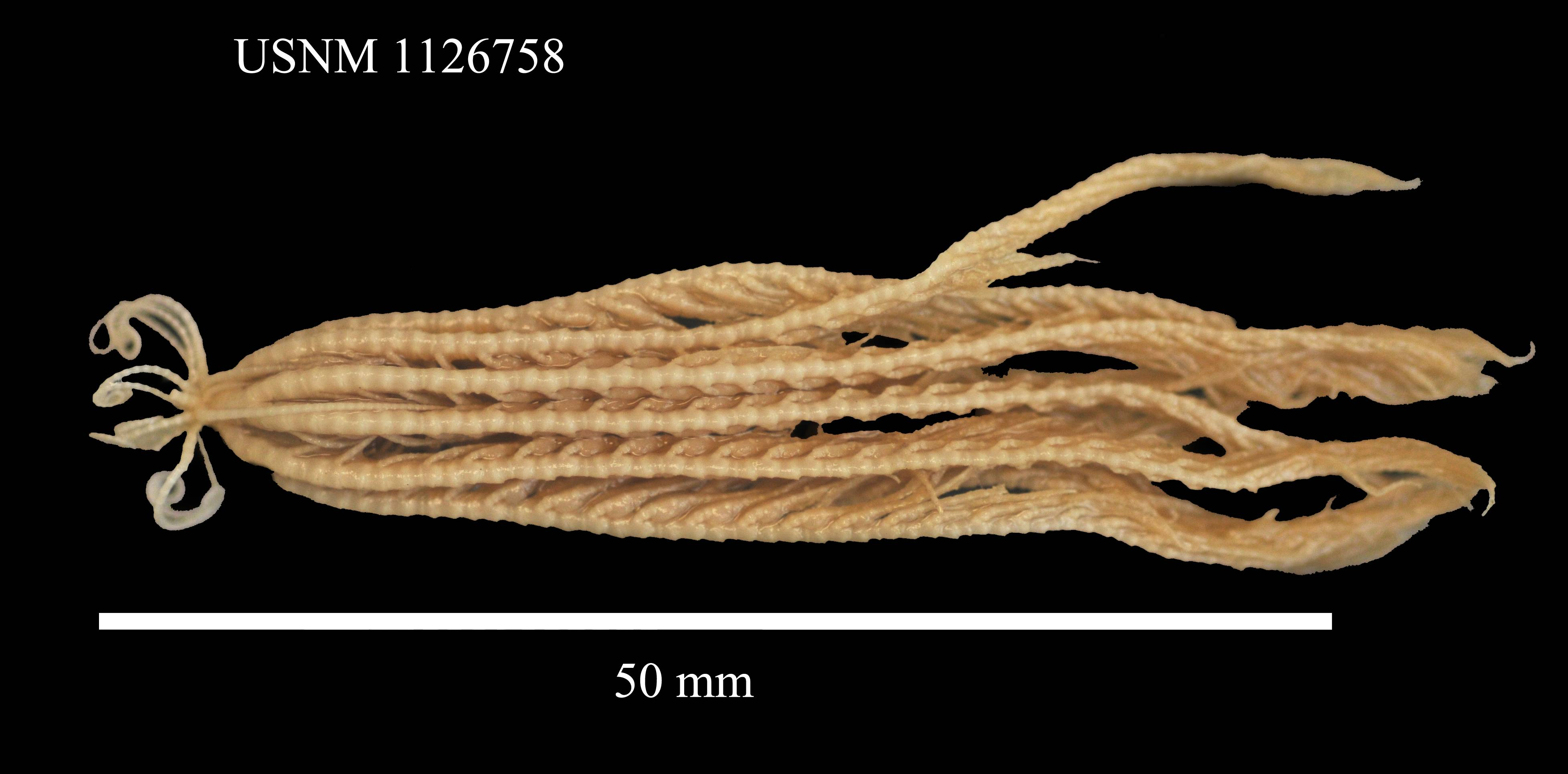
Isometra graminea
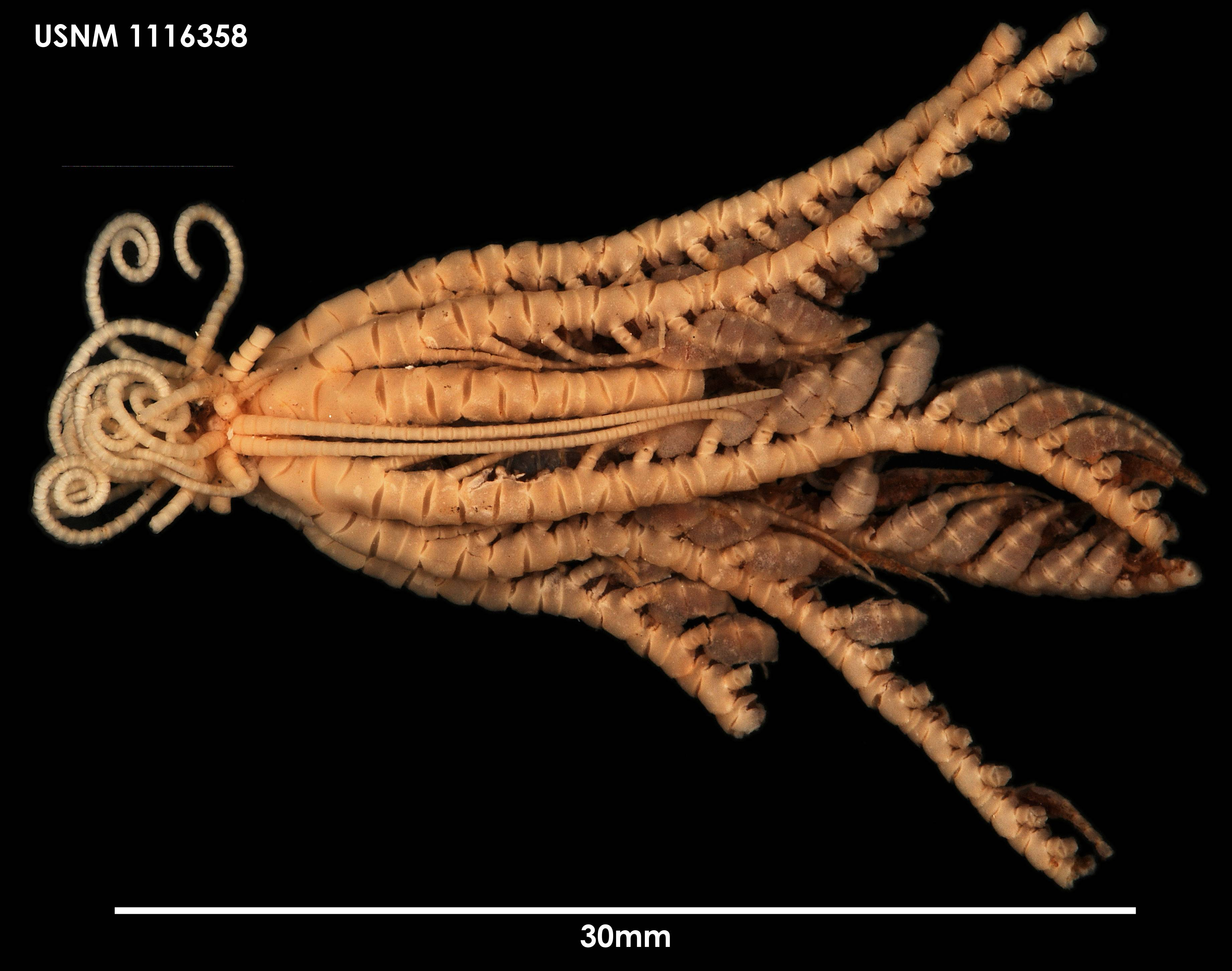
Isometra hordea
Isometra vivipara